# Lew Stone
Lew Stone (28 de mayo de 1898; 13 de febrero de 1969) fue un líder de banda y arreglista de nacionalidad británica.

## Biografía
Su verdadero nombre era Louis Steinberg, y nació en Londres, Inglaterra. 
Stone aprendió música a temprana edad, llegando a ser un hábil pianista, y en la década de 1920 trabajó con muchas importantes bandas de baile. Algunos de los arreglos de Stone se grabaron por la Savoy Orpheans (1927) y por Ray Starita y su Ambassador's Band (1928).
Entre 1927 y 1931 los arreglos de Stone para la orquesta de Bert Ambrose le convirtieron, virtualmente, en el mejor de Europa en su campo. 
Stone siguió trabajando con otras formaciones como la de Jack Hylton o la BBC Dance Orchestra de Jack Payne. Además, junto a músicos de renombre, hizo algunas grabaciones que editó el sello Duophone bajo el nombre de 'Stoneis Stone and his Orchestra'. La banda de Roy Fox actuó en 1931 en el Restaurante Monseigneur, en Londres, tocando el piano y encargándose de los arreglos. Al enfermar Fox y viajar en octubre a Suiza con el fin de recuperarse, Stone asumió la dirección del grupo. El principal vocalista en el Monseigneur era el muy famoso Al Bowlly, que para entonces ya había cantado en más de 30 grabaciones. Aun así, Stone también usaba, y con éxito, a otros miembros de la banda para cantar estribillos, resaltando el caso del trompetista Nat Gonella cantando "Oh! Mo'nah". Cuando Fox volvió a Londres en abril de 1932, se encontró con que su orquesta era la de mayor fama de la ciudad.
En 1932 Stone también trabajó con una banda de estudio, con la cual hizo varias grabaciones para Durium Records teniendo como vocalistas a Al Bowlly, Sam Browne y Les Allen, y con algunos arreglos de Stan Bowsher.
En octubre de 1932, cuando el contrato de Roy Fox con Monseigneur finalizó, a Stone se le ofreció el puesto de líder de la banda, que en aquel momento era considerada favorita entre el público radiofónico, recibiendo grandes críticas, entre ellas las de la revista Melody Maker. Además, la fama de Al Bowlly se incrementaba, actuando el cantante con la orquesta ante la familia real en el London Palladium.
En 1933, en la banda de Stone, además de Al Bowlly al micrófono, tocaban Nat Gonella y Alfie Noakes (trompetas), Stone Davis y Joe Ferrie (trombones), Joe Crossman, Jim Easton, Ernest Ritte, Harry Berly (instrumentos de lengüeta), Eddie Carroll (piano), Harry Sherman (guitarra), Tiny Winters (contrabajo) y Bill Harty (percusión). Algunos arreglos eran hechos por Phil Cardew, Stan Bowsher y Con Lamprecht.
En 1933 la banda de Stone en el Monseigneur formó parte de una interesante competición diseñada para conocer el grado de popularidad de las bandas británicas frente a las estadounidenses. La prueba fue dirigida por el 'News Chronicle', y se basaba en las ventas de las grabaciones de ciertas canciones tocadas por las formaciones de Stone, Jack Hylto, Guy Lombardo y Wayne King. Las canciones eran "What More can I Ask?" y "Can't We Meet Again?".
Desde finales de 1931 hasta 1934, Stone también fue director musical de British and Dominion Films, trabajando principalmente para los Elstree Studios, aunque también para otras compañías. Stone intervino con su banda o como director musical en unas 40 películas antes de 1947.
En noviembre de 1933 Stone transfirió su banda al Cafe Anglais, y en febrero de 1934 empezó una exitosa gira para la Mecca Agency. La banda volvió al Monseigneur en marzo de 1934, hasta que ese verano el Monseigneur fue vendido para construir un cine. En septiembre de 1934 Al Bowlly y Bill Harty dejaron la formación para trabajar en los Estados Unidos con Ray Noble.
Por un tiempo cercano al año a partir de noviembre de 1934, Stone entró a trabajar en el sello Regal Zonophone, siguió con giras teatrales, y la banda residió un tiempo en el Restaurante Hollywood. Alan Kane fue entonces el principal vocalista, aunque contribuían cantando Gonella, Joe Ferrie, Tiny Winters y Joe Crossman. Cuando Gonella dejó la formación para trabajar en su propio grupo en marzo de 1935, el trompetista Tommy McQuater se unió a la banda de Stone. El 12 de octubre Stone grabó con Sam Browne como vocalista los temas "Cheek to Cheek" y Isn't This A Lovely Day?. En noviembre el grupo volvió al sello Decca.
En 1936 Stone dejó de viajar y formó una banda más pequeña con la cual empezó a actuar en el Cafe de Paris el 30 de marzo. El grupo empezó a actuar para las emisoras radiofónicas Radio Normandie y Radio Luxemburgo. En octubre Stone fue director musical del show On Your Toes. La banda siguió en el Cafe de Paris hasta el 31 de julio de 1937, y en septiembre Stone fue director musical del espectáculo Hide and Seek, representado en el London Hippodrome y protagonizado por Cicely Courtneidge y Bobby Howes.
Al Bowlly volvió a Inglaterra al final de 1937 y en febrero de 1938 empezó a grabar de nuevo con Stone, siendo el resultado tan bueno como el de sus primeros años.
Stone no tuvo temor a trabajar con música moderna, y también fue un innovador. Sus grabaciones de los títulos de Gene Gifford y Casa Loma Orchestra no son meras copias, sino cuidadosas interpretaciones en las que tocaban músicos soberbios.
En octubre de 1938 Stone fue director musical del show de Jack Hulbert Under Your Hat, el cual continuó en 1939 y en el que actuaban los Rhythm Brothers (Clive Erard, Jack Trafford, Frank Trafford). Además, la banda tocó en El Morocco Club de Londres.
En junio de 1940, Stone actuó en el Hotel Dorchester con una banda de siete componentes, al frente de la cual él tocaba el novacordio. Más adelante hizo también varias grabaciones con su grupo de jazz, los Stonecrackers, en el cual tocaban los mejores solistas británicos. 
Durante el resto de los años de la Segunda Guerra Mundial siguió trabajando en la radio, grabando y viajando por el país. Tras la guerra y hasta 1955, la banda residió en varios lugares, entre ellos The Embassy Club, The Pigalle Restaurant y el Oddenino's Restaurant. En este período también hizo varias grabaciones con Leo Fuld, el rey de la música Yidis. Stone siguió con sus actividades con el paso de los años, aunque en los años sesenta se concentró en su agencia de representación. 
Lew Stone falleció en 1969 a causa de una trombosis coronaria y cerebral en Londres.

## Filmografía seleccionada
- The King's Cup (1933)